# Susan Pevensie
Susan Pevensie (nacida en 1928) es un importante personaje de ficción en la serie de Las Crónicas de Narnia, creada por C. S. Lewis. Susan es segunda hermana después de Peter. Ella aparece en tres libros: En El león, la bruja y el ropero y El príncipe Caspian aparece cuando era niña, y en El caballo y el muchacho aparece ya como adulta. Es mencionada en La travesía del Viajero del Alba y La última batalla. En su estadía en Narnia, es conocida como la Reina Susan, la Benévola. Ella fue la única de los hermanos Pevensie que no volvió a Narnia para los hechos sucedidos en el último libro.
En las películas de Walt Disney Pictures y Walden Media (Las crónicas de Narnia: el león, la bruja y el ropero y Las crónicas de Narnia: el príncipe Caspian) es interpretada por Anna Popplewell, y como adulta es interpretada por Sophie Winkleman.

## Biografía
Susan nació en Finchley, un barrio del Gran Londres, Inglaterra, en 1928, y tiene 12 años cuando aparece en El león, la bruja y el armario. En La última batalla ya tiene 21 años de edad. Ella se caracteriza por ser una magnífica arquera, la mejor de Narnia. Se nombra en el libro que es muy hermosa, la más bella de la familia

## Influencia en la saga

### El león, la bruja y el armario
Desde un inicio, al igual que sus hermanos Peter y Edmund, no cree que Lucy haya encontrado un mundo detrás del armario. Estando ya en Narnia, Susan recibe de Papá Noel un arco y flechas junto con un cuerno mágico. Cuando este es tocado, llega ayuda en donde quiera que la persona que toque el cuerno se encuentre
Susan muestra su excelente capacidad para la arquería, pero no entra en las batallas a no ser que sea absolutamente necesario. Junto con su hermana Lucy, es testigo de la muerte y resurrección de Aslan en la Mesa de Piedra (luego de que la Bruja Blanca lo mata). Después de la batalla, es coronada por Aslan bajo el título de "Reina Susan, la Benévola", compartiendo la tetrarquía con sus hermanos. El período de este reinado es considerado la "Edad de Oro de Narnia". En el libro, Susan es la voz de la lógica y la precaución.

### El caballo y el muchacho
Susan juega un papel menor en este libro, pero cabe destacar que entre sus hermanos, ella es la que más transcendencia toma en el libro, constituyendo su aparición un hecho fundamental para el desarrollo posterior de la trama. Susan es descrita como una dama gentil con cabello negro cayendo a sus pies. Shasta la considera como la dama más hermosa que él haya visto jamás. Como reina, el príncipe Rabadash pide su mano en matrimonio. Su rechazo es tomado por Tisroc como una excusa para una guerra contra Narnia.

### El príncipe Caspian
El cuerno mágico de Susan juega un importante papel en las aventuras del príncipe Caspian. En el tiempo de este, el cuerno es una reliquia dejada por su tutor, el medio-enano Doctor Cornelius. Cuando la vida de Caspian se pone en peligro a causa del rey Miraz, usurpador del trono, Caspian sopla el cuerno de la Reina Susan en busca de ayuda, y los hermanos Pevensie son mágicamente trasladados a Narnia desde una estación de trenes en Londres. Usando su antiguo arco y flechas que encontró en las ruinas de Cair Paravel, Susan prueba su legendario talento derrotando al excelente arquero Trumpkin (un enano) en una competencia amistosa. En el final del libro, Aslan da a conocer que ella y su hermano Peter no volverán a Narnia, ya que dejaron de ser niños y aprendieron todo lo que debían.
A mediados de la película se va dejando ver el amor que Caspian tiene por Susan, pero en ningún momento es capaz de demostrarle lo que siente excepto al final de su estancia en Narnia, cuando ella y su hermano anuncian no poder volver más a Narnia. Entonces, cuando Susan se despide de Caspian, ella lo besa y se dan un tierno abrazo.

### La travesía del Viajero del Alba
Susan acompaña a sus padres a un viaje a EE. UU., Peter toma clases particulares con el Profesor Digory Kirke, y Edmund y Lucy tienen que quedarse con sus tíos, los Scrubb. Susan ahora es considerada "la belleza de la familia", lo que causa un poco de inseguridad en Lucy. Solo la aparición de Aslan hace a Lucy resistir la tentación de invocar un conjuro de belleza más alto "más allá de lo mortal", extraído del libro mágico del Coriakin.
En la trama de este libro, Susan no se hace presente.

### La última batalla
Susan ya no entra a Narnia como sus hermanos en este libro, pues se menciona que "ya no es amiga de Narnia". Susan, desde el principio de las historias, se vio como la más madura, y en este libro se mencionó que "ha querido llegar a toda velocidad a la edad más tonta para luego permanecer allí lo más que pueda". Además se menciona que cuando se le pregunta a Susan sobre Narnia, ella responde: "¡Qué buena memoria tiene para acordarse de esas cosas que jugábamos de niños!", por lo que no se sabe si Susan olvidó Narnia o quería convencerse de que todo eso era su imaginación infantil, pues ella quería sentirse mayor.
En este libro, toda la familia de Susan sufre la muerte en un accidente de trenes, yendo a parar a Narnia. Susan quedó sola en este mundo al final de la historia, y los libros no mencionan qué pasó con ella después. No se sabe si Susan llegó a Narnia después, pues C.S. Lewis escribió una carta publicada en el libro "Cartas de C.S. Lewis a los niños", que decía: "Susan se volvió una niña tonta y superficial, y quedó viva en nuestro mundo al final de la historia. Pero todavía le queda mucho tiempo para reparar sus errores y tal vez al final llegue a Narnia... a su propio modo".
Otra razón por la cual pueda regresar es la frase: "Una vez rey o reina de Narnia, siempre lo será". C.S. Lewis jamás dijo si Susan regresó, sino que dio una esperanza de que algún día pudiera hacerlo. 